# Hiện tượng thuấn biến Mặt Trăng

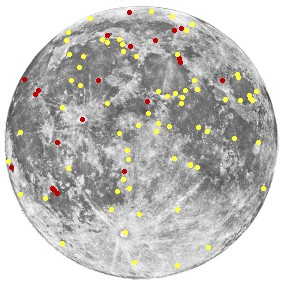
Bản đồ này, dựa trên khảo sát 300 hiện tượng thuấn biến của Barbara Middlehurst và Patrick Moore, thể hiện sự chia phối của hiện tượng thuấn biến.

Hiện tượng thuấn biến Mặt Trăng (TLP hay LTP) là sự thuấn biến (sự thay đổi trong thời gian ngắn) bề mặt Mặt Trăng về độ sáng, màu sắc, và địa hình.
Sự khẳng định của hiện tượng thuấn biến này bắt nguồn từ 1,000 năm về trước, khi hiện tượng này được quan sát độc lập bởi các nhà chứng kiến và các khoa học gia nổi tiếng có tầm ảnh hưởng. Mặc dù vậy, phần lớn báo cáo đều là lặp lại và không sở hữu một khả năng kiểm soát thí nghiệm khi nó dùng để phân biệt giữa các giả thuyết tương tự nhau và giải thích về nguồn gốc của nó.
Phần lớn các khoa học gia Mặt Trăng đều phải biết đến các hiện tượng thuấn biến như là hiện tượng thải khí gas và hiện tượng va chạm thường diễn ra ở niên đại địa chất.